# Beyond Skyline
Beyond Skyline is een Amerikaanse sciencefictionfilm uit 2017, geregisseerd door Liam O'Donnell. De film is het vervolg op Skyline uit 2010. De hoofdrollen worden vertolkt door Frank Grillo, Bojana Novakovic en Iko Uwais. De film ging op 14 oktober 2017 in première op het Toronto After Dark Film Festival.

## Verhaal
De gebeurtenissen van de eerste film over een wereldwijde buitenaardse invasie spelen gelijktijdig met dit verhaal, maar dan op een andere locatie. De brutale rechercheur Mark zet alles op alles om zijn zoon Trent uit handen te houden van de aliens die hem kort daarvoor hebben opgezogen door een buitenaards oorlogschip. 

## Rolverdeling
- Frank Grillo als Mark
- Bojana Novakovic als Audrey
- Iko Uwais als Sua
- Jonny Weston als Trent
- Callan Mulvey als Harper
- Antonio Fargas als Sarge
- Betty Gabriel als Sandra Jones
- Yayan Ruhian als Huana
- Jacob Vargas als Garcia
- Kevin O'Donnell als Patrick
- Pamelyn Chee als Kanya
- Lindsey Morgan als Cpt. Rose
- Valentine Payen als Rose Corley
- Jack Chausse als jonge Trent
- Tony Black als Jarrod
- Samantha Jean als Elaine